# Pilophorus taxodii
Pilophorus taxodii är en insektsart som beskrevs av Knight 1941. Pilophorus taxodii ingår i släktet Pilophorus och familjen ängsskinnbaggar. Inga underarter finns listade i Catalogue of Life.